# رباط سلا زمور زعیر
رباط سلا زمور زعیر (به عربی: الرباط سلا زمور زعیر، به آمازیغی: Rbat-Sla-Zmmur-Zâir) یکی از منطقه‌های مراکش بود که در شمال غربی این کشور قرار داشته و ۹٬۵۸۰ کیلومتر مربع مساحت داشت. جمعیت این منطقه در سال ۲۰۰۴ برابر با ۲٬۳۶۶٬۴۹۴ نفر بوده است. رباط، پایتخت مراکش، مرکز این استان بود.

## تقسیمات اداری
منطقه رباط سلا زمور زعیر از بخش‌ها و شهرستان‌های زیر تشکیل میشده:
- بخش رباط
- بخش سلا
- بخش صخیرات تماره
- شهرستان خمیسات

## پیشینه
بیشتر جمعیت این منطقه در طول تاریخ در مناطق ساحلی مستقر شده‌اند. شاله، واقع در حاشیهٔ رباط و در امتداد کرانهٔ جنوبی رود ابی رقراق، قدیمی‌ترین مکان از نظر تاریخی در این منطقه است که نخست فینیقیان در آن سکونت داشتند. شاله که امروزه ویرانه‌هایش مورد توجه باستان‌شناسان قرار دارد بعدتر به کنترل رومیان درآمد و گسترش یافت. از باقی‌مانده‌های این شهر بندری مهم در عهد باستان می‌توان به دکومانوس ماکسیموس، یک فوروم، یک فواره، یک تاق نصرت و دیگر ویرانه‌ها اشاره نمود.
در سدهٔ هفدهم میلادی، نخستین نهاد دولتی منطقه‌ای در اینجا شکل‌گرفت و به یکی‌شدن رباط و سلا انجامید. این رژیم در اصل ستاد دزدان دریایی بربر بود که در زمانی آشفته زمام امور را در دست گرفتند.